# Maurizio Cazzati
Maurizio Cazzati (Luzzara, maart 1616 - 28 september 1678) was een  Noord-Italiaanse muziekbarok componist uit de 17e eeuw.

## Biografie
Cazzati werd geboren in Luzzara, een stadje in het Hertogdom Mantua. Ondanks dat Cazzati tegenwoordig vrijwel onbekend is, was hij tijdens zijn leven een succesvol muzikaal leider in vele steden in de buurt van zijn geboorteplaats, met name in Mantua, Bozzolo, Ferrara en Bergamo. Hij stond zo goed aangeschreven dat hij in 1657 niet eens behoefde te solliciteren naar de vrij gekomen positie van Maestro di Cappella in Bologna. Direct na zijn benoeming voerde hij een aantal radicale muzikale hervormingen door die hem door de muzikale gemeenschap niet in dank werden afgenomen. Deze radicale hervormingen hebben geleid tot persoonlijke conflicten met andere leden van de cappella. In het bijzonder werd hij bekritiseerd door Lorenzo Perti (oom van Giacomo Perti) en Giulio Cesare Arresti, die zich ronduit afvroegen of Cazzati wel geschikt was voor zijn zware functie. Waarschijnlijk, zoals Cazzati later verklaarde, waren beiden gewoon jaloers. In 1671 nam hij als Maestro di Cappella ontslag, en keerde terug naar Mantua, waar hij de Hertogin Isabella diende als Maestro di Cappella da Camera tot zijn dood. Van het werk van Maurizio Cazzati is weinig bewaard gebleven. Wel wordt tegenwoordig zijn instrumentale muziek beschouwd als invloedrijk voor de verdere ontwikkeling van de muziek. Zijn opus 35 (1665) is het eerste bekende voorbeeld van een trompetsonate.